# الذئب بيننا 2
الذئب بيننا 2 (بالإنجليزية: The Wolf Among Us 2)‏ هي لعبة مغامرات قادمة من تطوير ونشر شركة تلتيل غيمز وهي الجزء الثاني للعبة الذئب بيننا.تم الإعلان عن اللعبة خلال جوائز اللعبة 2019.